# Epithema
Epithema es un género con 29 especies de plantas herbáceas  perteneciente a la familia Gesneriaceae. Es originario del sur de Asia y África.

## Descripción
Es una planta herbácea con tallo suculento, no ramificado o ramificado. Con cotiledones basales, el macrocotiledon desarrolla una hoja de largo pecíolo que cae antes de tiempo. Las hojas caulinares en solitario, con peciolo largo y amplia lámina ovado- cordada, las superiores opuestas, en una ( raramente dos) parejas, subsésiles, lámina ovada. La inflorescencia pseudo-terminal. Flores con pedicelo corto. Sépalos connados en la mitad inferior, lóbulos triangulares y el cáliz formando una copa acampanada. El tubo de la corola es de color blanco o azulado, cilíndrico, más largo que las extremidades. El fruto es una cápsula globosa, membranosa, dehiscente. Semillas oblongas, elipsoidales a fusiformes, estriado espiral, con funículos largos y carnosos.

## Distribución y hábitat
Se distribuyen por el sur y sureste de Asia (noreste de la India, Nepal, Bután, China, Birmania, Tailandia, Taiwán, Filipinas, Java, Timor, Molucas y Nueva Guinea). También una especie (E. tenue C. B. Clarke) en África occidental. Se encuentra en lugares húmedos o mojados de piedra caliza (menos comúnmente en granito o cuarcita), en las rocas y en el bosque, a la entrada de las cuevas, etcétera. 

## Etimología
El nombre del género deriva del griego έπιθεμα, epithema = tapa, corona, guirnalda, en referencia a la fruta, que tiene una apertura por una tapa.

## Especies
| - Epithema benthami - Epithema brunonis - Epithema calcicola - Epithema carnosum - Epithema ceylanicum - Epithema dentatum - Epithema difforme - Epithema dolichopodum - Epithema graniticola - Epithema horsfieldii | - Epithema involucratum - Epithema longipetiolatum - Epithema longitubum - Epithema madulidii - Epithema membranacea - Epithema parvibracteatum - Epithema rennellense - Epithema roxburghii - Epithema sarawakense - Epithema saxatile | - Epithema steenisii - Epithema strigosum - Epithema taiwanense - Epithema tenerum - Epithema tenue - Epithema thomense - Epithema triandrum - Epithema violaceum - Epithema zeylanicum |